# Onthophagus hermonensis
Onthophagus hermonensis är en skalbaggsart som beskrevs av Baraud 1982. Onthophagus hermonensis ingår i släktet Onthophagus och familjen bladhorningar. Inga underarter finns listade i Catalogue of Life.